# Super Muffato
O Super Muffato (Irmãos Muffato S.A) é uma rede brasileira de hipermercados e supermercados. Fundada no município paranaense de Cascavel, a empresa atualmente tem sua sede no município de Londrina. Conta com cerca de 80 lojas nos estados do Paraná e de São Paulo. Em 2016, foi listada como a quinta maior rede do Brasil e a maior do Paraná.
A rede pertence ao Grupo Muffato, que possui também a marca de lojas Max Atacadista, do tipo atacarejo, o Grupo Tarobá, o Shopping Total, em Ponta Grossa, e a rede Auto Posto Super Muffato.
Em 2023, o grupo adquiriu parte das operações do Grupo Makro Brasil, sendo 16 lojas e 11 postos no estado de São Paulo.

## História
A história do grupo teve início no município de Cascavel, em 1974, quando José Carlos Muffato (Tito), Pedro Muffato e Hermínio Bento Vieira montaram um armazém de secos e molhados no bairro Neva. Com a construção da Usina Hidrelétrica de Itaipu, os empreendedores viram a oportunidade de expandir seus negócios para Foz do Iguaçu, a fim de atender empreiteiras e fornecedores da obra. A rede levou o nome de Muffatão e se expandiu para outras cidades.
Em 1988, já com diversas filiais e outros empreendimentos, a sociedade foi desfeita e as lojas divididas. Pedro Muffato ficou com algumas unidades, que continuaram com o nome Muffatão, agora administradas pela Pedro Muffato e Cia Ltda., enquanto os supermercados de Tito Muffato tiveram o nome trocado para Super Muffato.
Em 13 de março de 1996, Tito Muffato morreu em um acidente aéreo e deixou os empreendimentos para seus filhos Ederson, Everton e Eduardo, que assumiram o negócio, transformando-o na maior rede paranaense de supermercados.

## Grupo Muffato
Em 1989, a rede contava com 5 lojas, duas em Cascavel, sendo uma da marca Max Atacadista, e três em Foz do Iguaçu, com faturamento de 40 milhões de reais. Em 1996, o grupo possuía 8 lojas, além de uma emissora de TV e fazendas no estado de Mato Grosso, totalizando um faturamento de 85 milhões de reais, quando era a quarta maior rede supermercadista do Paraná.
Em 2003, o grupo faturou 640 milhões de reais, contando com 20 lojas, fazendas, duas emissoras de TV e um hotel em Foz do Iguaçu. Foi nesse que se tornou a maior rede  do Paraná.
Em 2009, investiram no comércio eletrônico (e-commerce), criando o portal "Shopfato", com mais de 15 mil produtos cadastrados.
Em 2010, a Abras (Associação Brasileira de Supermercados) listou o Super Muffato como a oitava empresa do setor, com um faturamento de 1,9 bilhões de reais. Em 2013, a mesma associação divulgou que o grupo faturou de 3,11 bilhões de reais, obtidos nas suas 40 lojas, posicionando-o em sétimo lugar entre os maiores supermercados do Brasil e a segunda maior rede do Paraná. Em 2016, com 50 lojas e um faturamento de 5,07 bilhões de reais, passou para a quinta posição no ranking brasileiro e a primeira do Paraná em tamanho e faturamento.
Atualmente o grupo conta com cerca de cem lojas localizadas nos estados do Paraná e São Paulo, sendo 54 unidades de supermercados ou hipermercados da marca Super Muffato, 33 unidades da marca Max Atacadista, distribuídos em 31 municípios, além de 16 lojas e 11 postos de combustíveis do Grupo Makro, adquirido em 2023. O grupo conta também com 5 centros de distribuição no Brasil, sendo eles: CD Melo Peixoto (Cambé), CD Guatupê (São José dos Pinhais), CD Mirassol (Mirassol) e o CD Fanny (Curitiba).
Além do Super Muffato, Max Atacadista e Shopfato, o Grupo mantém também o Muffato Atacado, direcionado para pessoas jurídicas, a TV Tarobá Cascavel e a TV Tarobá Londrina, afiliadas da Rede Bandeirantes, a Rádio Tarobá FM, o Shopping Total em Ponta Grossa, a Uniffato, Universidade Corporativa para os funcionários, e a rede Auto Posto Super Muffato, para a comercialização de combustíveis.
Em 2020, o grupo passou a ser a quarta maior rede de supermercados do país, segundo o ranking da Abras. Conta com cerca de 16 mil colaboradores diretos, além de gerar 10 mil empregos indiretos.

### Subsidiárias
- Super Muffato - Varejo[24]
- Max Atacadista - Atacarejo[24]
- Muffato Max Atacado - Atacado para pessoas jurídicas[24]
- Auto Posto Super Muffato - Rede de postos de combustíveis[24]
- MuPay (Muffato Payment) - Conta digital[24]
- Shopping Total[24]
- Grupo Tarobá (TV Tarobá e Rádio Tarobá FM)[24]
- Shopfato (E-commerce, desativado)

### Pioneirismo
Em novembro de 2012, a filial Madre Leônia, de Londrina, foi a primeira unidade no Brasil a contar com um caixa automatizado, com o pagamento das compras feito sem interação com funcionários.
Em novembro de 2022, o grupo lançou o Muffato Go em Curitiba, o primeiro supermercado 100% autônomo da América Latina.

### Supostas controvérsias legais
No ano de 2007, o grupo Irmãos Muffato, juntamente com o prefeito de Londrina à época, Nedson Micheleti (PT), e o secretário de obras Aloysio Crescentini de Freitas, foram alvos de uma denúncia do Ministério Público, acusados de supostamente terer conluio com o poder público para impedir a entrada da rede Wal-Mart na cidade. Na ocasião, houve promulgação de uma lei que beneficiaria o Super Muffato em detrimento de outros empreendimentos concorrentes. Segundo os promotores, a mesma lei que justificou o impedimento da entrada do Wal-Mart na cidade, não foi observada na criação de outra unidade do Super Muffato no município. Os promotores sustentaram que claramente havia o "propósito de garantir uma reserva de mercado para o grupo Irmãos Muffato".
Em 2012, houve pressão popular e de organizações civis para que os vereadores de Londrina revogassem a chamada Lei da Muralha (Lei Municipal nº 9.869/2005). Segundo os apoiadores da revogação, a lei interferia na livre iniciativa, privilegiando uma única empresa e impedindo o desenvolvimento econômico na região. Na época, o vereador Roberto Fú (PDT) acusou um dos sócios do Super Muffato, Everton Muffato, juntamente com o empresário Anderson Fernandes, de supostamente lhe oferecerem propina para que desistisse de apresentar o Projeto de Lei que revogaria a Lei da Muralha.
Ainda no ano de 2012, o próprio Tribunal de Justiça do Paraná suspendeu o processo e excluiu Everton Muffato como parte, por entender que não havia qualquer relação entre o empresário e as irregularidades denunciadas pelo Ministério Público.